# Josie Long
Josie Long, née le 17 avril 1982 à Sidcup, est une comédienne et humoriste britannique. Elle commence le Stand-up à l'âge de 14 ans et remporte les BBC New Comedy Awards à 17 ans.
En 2006, elle remporte le prix du Best Newcomer Award au Edinburgh Festival Fringe pour son spectacle Kindness and Exuberance. Elle est également nommée trois fois pour le Edinburgh Comedy Award du meilleur spectacle. En 2012, Josie Long et le réalisateur Doug King produisent deux courts métrages humoristiques à Glasgow appelés Let's Go Swimming et Romance and Adventure, nommés pour un New Talent Award au BAFTA Scotland.

## Biographie

### Jeunesse et éducation
Elle nait à Sidcup et passe son enfance à Orpington, Londres, où elle fréquente la Newstead Wood School pour filles. Elle commence à jouer du stand-up à 14 ans, remportant les BBC New Comedy Awards à l'âge de 17 ans. Elle a suivi le cours de comédie de Michael Knighton à Beckenham. À 18 ans, elle abandonne le stand-up tout en fréquentant Lady Margaret Hall, l'un des collèges de l'Université d'Oxford, dirige des clubs de comédie expérimentaux et obtient un diplôme d'anglais.

### Carrière
Après avoir obtenu son diplôme, Josie Long retourne au stand-up, faisant les premières parties de Stewart Lee lors de sa tournée au printemps 2005.
Elle contribue à des sketches en 2004 et 2005 sur la radio BBC Radio 1, dans l'émission The Milk Run avec Andrew O'Neill. Une édition du spectacle est entièrement consacrée à un scénario qu'elle a co-écrit avec son ami Dan Harkin, intitulé Les Aventures de Marco Polo .
En 2005, elle commence à publier un fanzine, Drawing Mustaches in Magazines Monthly Magazine (bimensuel), distribué gratuitement, avec des contributions de Robin Ince, Kevin Eldon et Stewart Lee, ainsi que Danielle Ward et Isy Suttie.
Elle apparait dans l'émission An Audience With Dan Nightingale & Josie Long avec le comique mancunien Dan Nightingale, au Café Royal, au Edinburgh Fringe 2005. En 2006, elle remporte le prix Best Newcomer Award pour son émission Kindness and Exuberance. Durant sa tournée 2007-2008, Trying is Good, son numéro comprend notamment le dessin d'une scène de mer sur ses bras et son ventre. Josie Long aime l'appliqué-inversé et le V&A Museum, et les concours de Boggle en direct font parfois partie de ses performances.

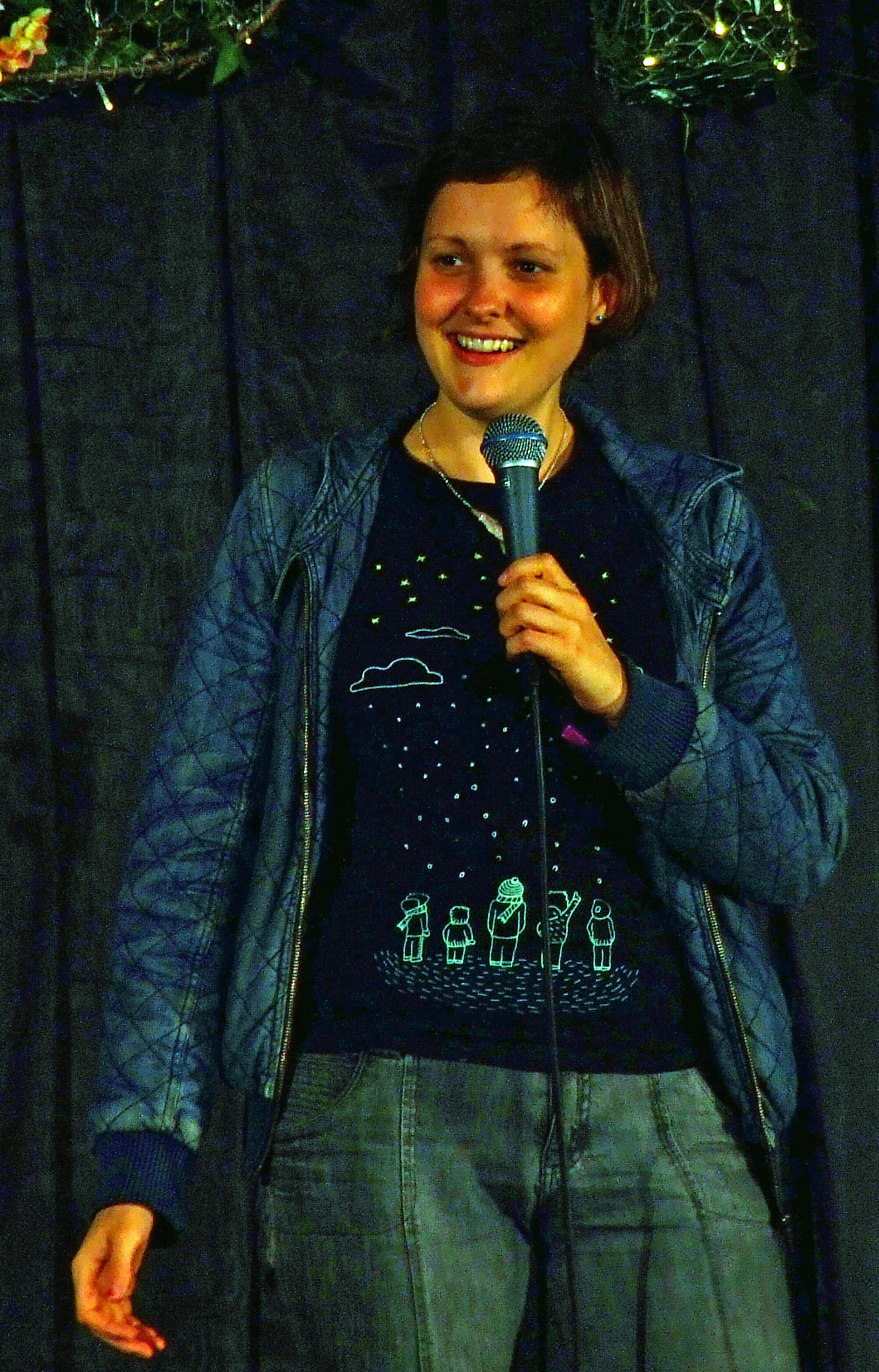
Long en 2010

En 2014, elle présente sept spectacles au Edinburgh Festival Fringe et effectue cinq tournées ultérieures au Royaume-Uni au printemps 2007, 2008 et 2009, à l'automne 2010 et au printemps 2012. Elle s'est produite au Melbourne International Comedy Festival (2007–10), à l'Adelaide Fringe Festival (2008), au New Zealand Comedy Festival (2008, 2010) et au  Just For Laughs Festival à Montréal (2008). Son spectacle, Trying is Good est nommé pour le Barry Award à Melbourne en 2008. En 2009, elle fait une tournée de son spectacle All of the Planet's Wonders, jouant 14 dates en février et mars. Sa série radiophonique basée sur l'émission, Josie Long: Toutes les merveilles de la planète est diffusée sur BBC Radio 4 au début de 2009.
Elle est nommée pour le Edinburgh Comedy Award du meilleur spectacle à trois reprises, avec son émission de 2010, Be Honorable!, 2011's The Future Is Another Place et 2012's Romance & Adventure.
Avec les autres comédiens Hils Barker, Steve Hall et James Sherwood, elle fonde le All-Singing, All-Dancing Competitive News Bonanza, un panel-show d'actualité en direct qui est diffusé au pub Red Lion de Soho en 2004/05, et au Arts Theatre Club à Soho en 2006. En 2006, elle lance également ses propres clubs de comédie mensuels, le Sunday Night Adventure Club, au ABC Café de Crystal Palace, à Londres (plus tard au pub Black Sheep), et The OK Club au pub Boogaloo à Highgate, au nord de Londres. Elle dirige et anime actuellement le club de comédie The Lost Treasures of the Black Heart à Camden Town, qui enregistre et diffuse des podcasts.
Elle écrit pour Skins, la série comique dramatique pour adolescents de Channel 4. Elle est également apparue dans un webisode en ligne et dans les épisodes cinq et dix de la deuxième saison de la série, dans laquelle elle joue le rôle d'une conseillère en carrière universitaire, et apparait à nouveau dans l'épisode 5 de la troisième série, avec une autre profession. Elle fait à nouveau une apparition dans la saison 6 en tant que conseillère d'orientation du collège dans l'épisode 1.
Elle est impliquée dans BBC Switch, sur un mini-long métrage hebdomadaire appelé Josie Long's Confuse the Teacher Feature, où elle lit un discours pour que les jeunes écoutant l'émission l'incluent dans leurs devoirs, qui vient d'une de ses interviews sur l'émission avec Annie Mac.
Elle apparait régulièrement dans le podcast Show & Tell de Robin Ince, maintenant appelé Robin and Josie's Utter Shambles, et co-anime l'émission Resonance FM I, DJ avec Danielle Ward et Isy Suttie, elle est invitée dans Answer Me This! Podcast. Elle joue à la soirée du club Indie pop de Londres, Scared To Dance. Elle apparait au Jon Richardson Show le 27 juillet 2008 et à nouveau le 15 février 2009. Le 9 octobre 2008, elle apparait sur Never Mind the Buzzcocks dans le deuxième programme de la 22e série. Le 19 janvier 2009, elle apparait dans le jeu radiophonique Just a Minute. Elle apparait deux fois dans l'émission de comédie improvisée australienne Thank God You're Here, dont la première est diffusée le 6 mai 2009. Le 5 juillet 2009, elle apparait sur Sunday Night Show sur Absolute Radio avec Iain Lee. Les 14 et 28 juillet 2009, elle apparait dans l'émission de Charlie Brooker sur Channel 4, You Have Been Watching.
Les 21 et 23 août 2009, elle se produit au Green Man Festival . Le 15 novembre 2009, elle est l'invitée de l'émission de radio Dave Gorman sur Absolute Radio et du podcast de l'émission, avant de faire sa deuxième apparition avec Iain Lee, cette fois sur 2 Hour Long Late Night Radio Show de Iain Lee, sur le même station huit jours plus tard. Elle écrit occasionnellement pour le magazine underground Dodgem Logic d'Alan Moore.
Le 15 janvier 2010, elle est candidate à l'émission 8 Out of 10 Cats de Channel 4. Le 18 mars 2010, elle apparait dans l' émission télévisée The Bubble, quiz de la BBC Two, au cours de laquelle elle porte un vêtement affichant des plaisanteries liées à Nye Bevan. Elle écrit et interprète trois courtes pièces dans le cadre de la série Afternoon Play de BBC Radio 4, dont une sur les apostrophes.
Depuis 2010, Josie Long est impliquée dans le groupe d'activistes anti-évasion fiscale UK Uncut et a cofondé en 2011 The Arts Emergency Service, une organisation caritative qui aide les jeunes dans l'éducation. Elle fait la promotion de ces groupes par le biais de son stand-up et se produit lors de leurs manifestations et occupations, y compris l'occupation de Hetherington House en 2011.
Elle présente une émission de radio avec Andrew Collins sur BBC 6 Music et dirige un club de comédie mensuel au Black Heart à Camden Town, dont les enregistrements sont utilisés pour son nouveau podcast The Lost Treasures of the Black Heart. Depuis 2013, elle présente Short Cuts sur BBC Radio 4, nommé pour le meilleur programme de discours lors de la cérémonie Radio Academy en 2014.
En 2012, elle fait une tournée au Royaume-Uni avec Grace Petrie, Tom Parry et le groupe d'activisme UK Uncut pour protester contre les coupes budgétaires du secteur public. Avec le réalisateur Doug King, elle produit deux courts métrages humoristiques à Glasgow appelés Let's Go Swimming et Romance and Adventure, nommés pour le New Talent Award au BAFTA Scotland. Le duo fait le tour des cinémas indépendants à travers le Royaume-Uni au cours de l'automne 2013.
Elle est une fan de Doctor Who depuis qu'elle est enfant et elle a été interviewée pour les bonus de plusieurs sorties de DVD de séries classiques, y compris Nightmare of Eden et Dragonfire.
En 2018, Jonny Donahoe et elle présentent un spectacle humoristique basé sur la parentalité et dans l'attente de la naissance de leur fille. Ils ont ensuite transformé l'émission en podcast, Josie & Jonny Have a Baby (With You !).
Josie Long et Liam Williams écrivent et jouent en 2019 dans Perimeter, une pièce dystopique sur une ville divisée en zones riches et pauvres par une clôture géante. La pièce est diffusée dans le cadre de la série Dangerous Visions de BBC Radio 4. La même année, elle présente un nouveau podcast pour English Heritage, Speaking with Shadows ; le podcast remporte un prix dans la catégorie «Contribution au patrimoine» aux UK Heritage Awards,.

### Vie privée
Le 28 mai 2018, elle donne naissance à une fille.

## Spectacles live
- 2006 : Kindness and Exuberance (Festival Fringe d'Édimbourg, tournée au Royaume-Uni et en Australie. UCB New York)[20]
- 2008 : Trying is Good (Festival Fringe d'Édimbourg, Royaume-Uni, Nouvelle-Zélande, Montréal et tournée en Australie. UCB Los Angeles)
- 2009 : Darwin's Birthday Spectacular avec Robin Ince
- 2009 : All of the Planet's Wonders (Shown in Detail) (Festival Fringe d'Édimbourg, tournée au Royaume-Uni et en Australie)
- 2010 : Be Honourable! (Stand Up au Edinburgh Fringe, Nouvelle-Zélande et Melbourne Comedy Festivals, tournée au Royaume-Uni. )
- 2011 : The Future is Another Place (Stand Up à la périphérie d'Édimbourg, tournée au Royaume-Uni)
- 2011 : MaxFunCon (Stand up lors d'une conférence à Lake Arrowhead, Californie, USA)
- 2012 : Romance and Adventure (Stand-up au Edinburgh Fringe, Melbourne International Comedy Festival 2013, New Zealand International Comedy Festival 2013 et tournée au Royaume-Uni)
- 2014 : Cara Josephine (Stand-up au Edinburgh Fringe, tournée au Royaume-Uni)
- 2019 : Tender (stand-up au Edinburgh Fringe, tournée au Royaume-Uni)

## Radio
- 2009 : All the Planet's Wonders sur BBC Radio 4
- 2010 : So Wrong, It's Right présenté par Charlie Brooker sur BBC Radio 4
- 2010 : The Adult Hour sur TalkSport présenté par Ian Collins
- 2011 : Andrew Collins et Josie Long sur BBC 6 Music
- 2013 : Come the Revolution sur BBC Radio Wales[21]
- 2013 : Short Cuts sur BBC Radio 4[22]
- 2014 : Short Cuts sur BBC Radio 4
- 2015 : Short Cuts sur BBC Radio 4[23]
- 2020 : How do you cope ? avec Elis et Jon BBC Sounds
- Gambit 2020 de Josie Long sur BBC Radio 4[24]

## Télévision
- 2009 : Skins, dans le rôle de Josie, conseillère en carrière du groupe dans la série 2 puis professeur d'anglais dans la saison 3
- 2009 : Fancy Vittles de Maeve Higgins (Irlande), en tant qu'amie anglaise de Maeve Higgins
- 2009 : Thank God You’re Here, divers personnages, saison 4
- 2010 : The Bubble
- 2013 - 2014: 8 Out of 10 Cats Does Countdown
- 2013 : Was It Something I Said?[25]
- 2013 : The Matt Lucas Awards
- 2014 : Fifteen to One
- 2015 : Celebrity Fifteen to One, gagnante[26]
- 2016 : Dara O'Briain's Go 8-Bit, saison 1 épisode 5, Dave